# 미시감
심리학에서 미시감 (未視感)은 무언가를 어떻게든 인식하지만, 매우 낯설게 보이는 상황을 경험하는 현상을 뜻한다.

## 개요
종종 기시감의 반대라고 묘사되는 미시감은 그가 이전 상황에 있다는 것을 합리적으로 알았음에도 불구하고 상황을 처음 보았다는 느낌이나 관찰자의 인상을 포함한다. 미시감은 때때로 특정 유형의 실어증, 기억 상실증 및 뇌전증과 관련된다.
미시감은 사람이 잠깐 동안 단어 또는 덜 일반적으로 그가 알고있는 사람이나 장소를 인식하지 못하는 경우 가장 일반적으로 경험된다. 이는 특정 단어를 반복적으로 쓰거나 큰 소리로 말함으로써 누구나 달성할 수 있다. 몇 초 후에 실제 단어라는 것을 알고 있음에도 불구하고 "실제 단어는 없다"고 느끼는 경우가 종종 있다.
이 현상은 종종 기시감과 태시감, 또는 설단 현상과 묶인다.
이론적으로, 아래에서 볼 수 있듯이, 섬망 장애나 중독의 고통에 빠진 미시감은, 카그라스 증후군처럼, 환자가 알 수 있는 사람을 닮은꼴이나 사칭꾼으로 받아들이는 등의 혐오스러운 설명을 초래할 수 있다. 사칭꾼이 환자 그 자신이라면, 임상 설정은 이인증에서 묘사된 것과 동일할 것이다; 그러므로, 자기자신의, 또는 "현실의 현실"의 미시감은 각각 이인증과 실실증이라 불린다.

### 실험
리즈 대학의 크리스 물랭의 연구에 따르면 92명의 자원 봉사자에게 60초 동안 30번 "문"을 써달라고 요청했다. 2006년 7월 시드니에서 열린 제4차 국제 회의에서 그는 자원 봉사자의 68%가 "문"이 진짜 단어라는 것을 의심하기 시작하는 등 미시감의 증상을 보였다고 보고했다. 물랭 박사는 정신 분열증 환자들에게서 비슷한 뇌 손상이 관찰된다고 한다; 친숙한 사람이 사칭꾼으로 바뀌었다. 물랭 박사는 만성적인 미시감으로 고통받을 수 있다고 제안한다.

## 원인
미시감은 뇌전증 발작으로 발생할 수 있다.

## 관련 현상
- 기시감: 경험이 실제로 일어났는지 여부에 관계 없이 과거에 이미 경험했다는 강력한 감각을 갖는 것.
- 태시감: 거의, 그러나 완전하진 않게 기억하고 있는 무언가. 설단 현상이라고도 한다.

## 같이 보기
- 의미 포화
- 카그라스 증후군 (친구나 친척이 사칭꾼이라는 망상)
- 이인증
- 실실증
- 잠복기억
- 만델라 효과